# Jamie Farr Owens Corning Classic 2009
Jamie Farr Owens Corning Classic 2009 – 25. edycja golfowego turnieju Jamie Farr Owens Corning Classic, która miała miejsce w dniach 2-5 lipca 2009 na polu golfowym Highland Meadows Golf Club w Sylvania, Ohio, USA.
Łączna pula nagród w turnieju była równa 1,4 mln USD, z czego zwyciężczyni otrzymała czek na 210 tys. USD. W 2009 tytułu broniła Paula Creamer, która rok wcześniej wygrała dwoma uderzeniami przewagi prowadząc od pierwszej rundy, w której zagrała 60 uderzeń. Następczynią Creamer została Yi Eun-jung, która po drogrywce pokonała Morgan Pressel.

## Karta pola
| Dołek   | Dołek | 1   | 2   | 3   | 4   | 5   | 6   | 7   | 8   | 9   | Out  | 10  | 11  | 12  | 13  | 14  | 15  | 16  | 17  | 18  | In   | Suma |
| ------- | ----- | --- | --- | --- | --- | --- | --- | --- | --- | --- | ---- | --- | --- | --- | --- | --- | --- | --- | --- | --- | ---- | ---- |
| Par     | Par   | 4   | 3   | 4   | 4   | 4   | 3   | 5   | 3   | 4   | 34   | 4   | 4   | 4   | 4   | 3   | 4   | 4   | 5   | 5   | 37   | 71   |
| Długość | yd    | 347 | 162 | 380 | 375 | 392 | 155 | 575 | 132 | 375 | 2893 | 376 | 391 | 395 | 355 | 184 | 389 | 400 | 513 | 532 | 3535 | 6428 |
| Długość | m     | 317 | 148 | 347 | 343 | 358 | 142 | 526 | 121 | 343 | 2645 | 344 | 358 | 361 | 325 | 168 | 356 | 366 | 469 | 486 | 3232 | 5878 |

## Uczestniczki
Na liście startowej znalazły się 144 zawodniczki. Dwie z nich wyłoniono w rezultacie kwalifikacji a zostały nimi Angela Jerman oraz Young-A Yang.
Wśród uczestniczek znalazła się też na zaproszenie sponsorów Amanda Blumenherst.
Z czołowej dwudziestki listy zarobków sezonu nie zagrała tylko Karrie Webb.

## Przebieg

### Dzień 1.

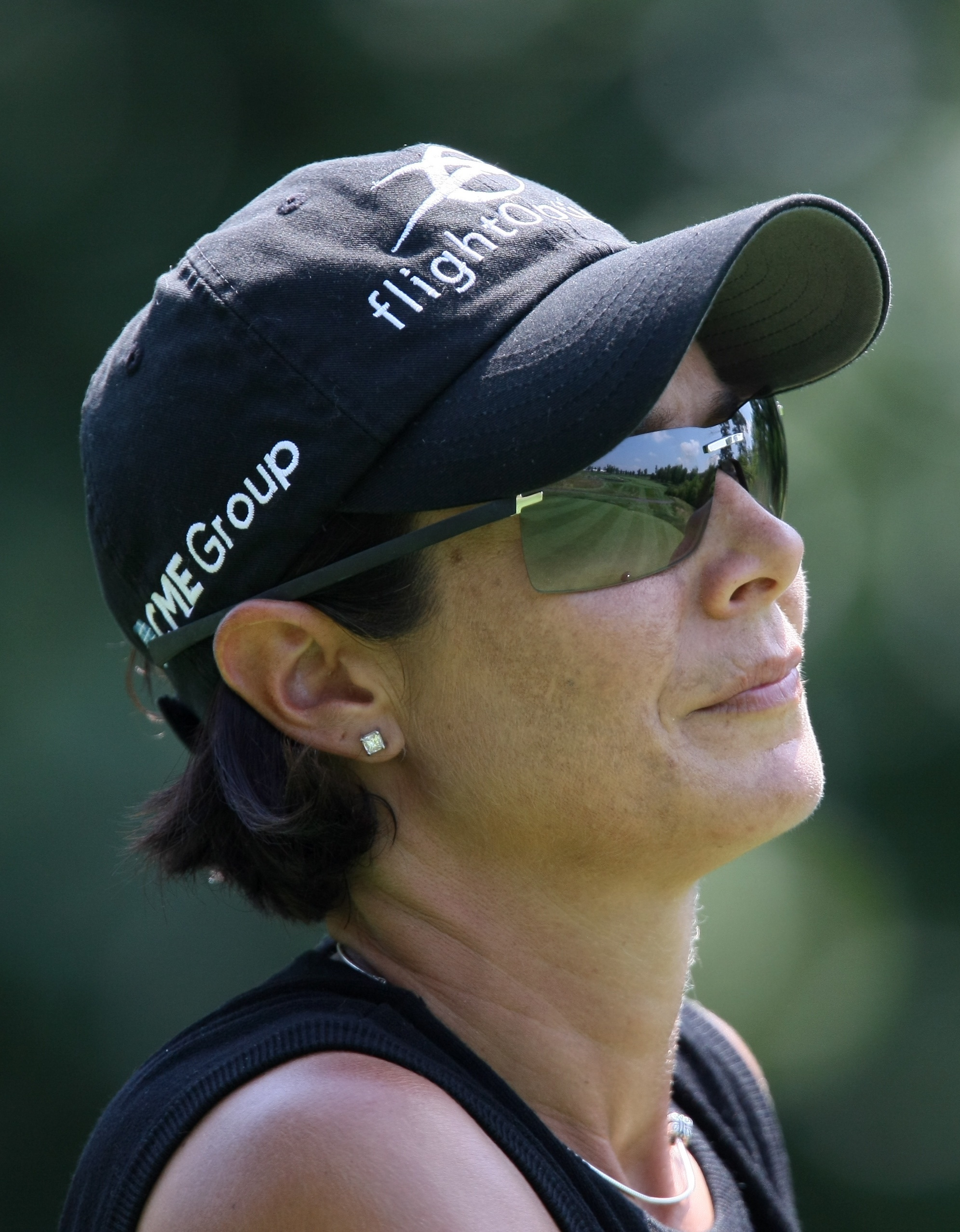
Laura Diaz

Po pierwszym dniu turnieju na szczycie tabeli znalazły się trzy zawodniczki: Amerykanki Laura Diaz i Morgan Pressel oraz Koreanka Kim Song-hee. Wszystkie trzy zagrały rundę 7 poniżej para (64). Jedno uderzenie więcej zagrały zajmujące czwarte miejsce ex aequo Suzann Pettersen z Norwegii oraz Amerykanka Michelle Wie. Pettersen w czasie swjej rundy na dołku nr 2 zagrała hole in one trafiając po uderzeniu siódemką żelazo do dołka odległego o 148 metrów; jest to jej drugie hole in one w startach na LPGA Tour.
Z dwoma uderzeniami straty do liderek na szóstym miejscu ex aequo znalazła się triumfatorka sprzed tygodnia Jiyai Shin.
Do turnieju nie przystąpiła broniąca tytułu Paula Creamer, która w poprzednim turnieju Wegmans LPGA nabawiła się kontuzji ręki. W trakcie pierwszej rundy wycofała się Niemka Sandra Gal.
Średnia wyniku z rundy zagranej w czwartek była dość niska: 69,86 uderzenia, czyli ponad 1 uderzenie poniżej para. Statystycznie najłatwiejszym dołkiem był par 5 siedemnasty grany prawie pół uderzenia poniżej normy. Z kolei pierwszy dołek był najtrudniejszy – 4,21 uderzenia.
| Miejsce | Zawodniczka      | Rundy | Wynik |
| ------- | ---------------- | ----- | ----- |
| 1=      | Laura Diaz       | 64    | -7    |
| 1=      | Morgan Pressel   | 64    | -7    |
| 1=      | Kim Song-hee     | 64    | -7    |
| 4=      | Suzann Pettersen | 65    | -6    |
| 4=      | Michele Wie      | 65    | -6    |

| Dołek   | 1    | 2    | 3    | 4    | 5    | 6    | 7    | 8    | 9    | 10   | 11   | 12   | 13   | 14   | 15   | 16   | 17   | 18   | Suma  |
| ------- | ---- | ---- | ---- | ---- | ---- | ---- | ---- | ---- | ---- | ---- | ---- | ---- | ---- | ---- | ---- | ---- | ---- | ---- | ----- |
| Par     | 4    | 3    | 4    | 4    | 4    | 3    | 5    | 3    | 4    | 4    | 4    | 4    | 4    | 3    | 4    | 4    | 5    | 5    | 71    |
| Średnia | 4,21 | 2,94 | 3,80 | 4,06 | 4,08 | 2,86 | 4,99 | 2,83 | 3,94 | 3,92 | 4,03 | 4,06 | 3,70 | 2,95 | 4,06 | 4,09 | 4,53 | 4,82 | 69,86 |

### Dzień 2.

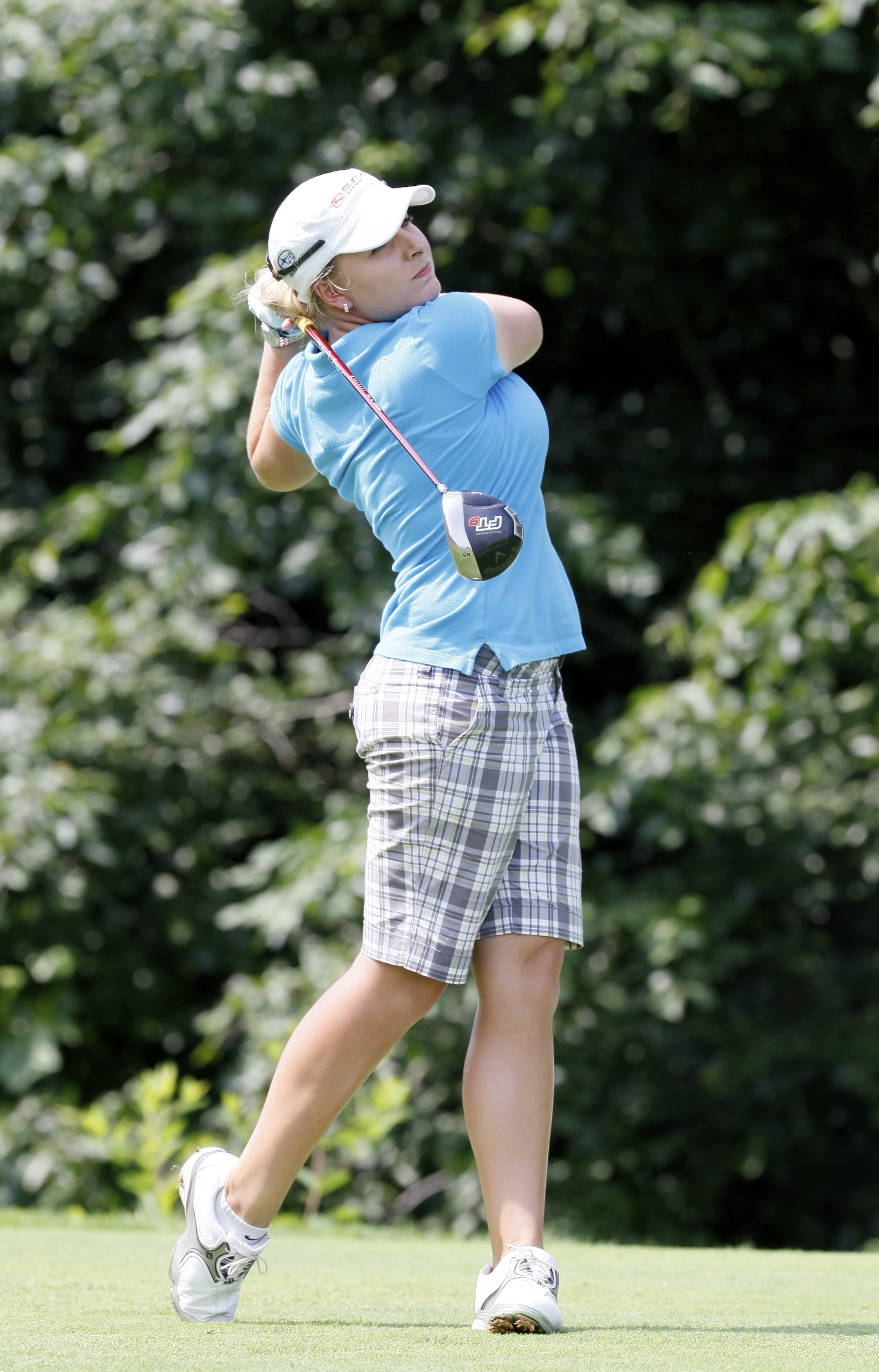
Sarah Kemp

Po dwóch dniach pozycję liderki utrzymała Laura Diaz, której runda 67 uderzeń dała łączny wynik -11 (131). Wraz z nią na pierwszym miejscu znalazła się Australijka Sarah Kemp, która awansowała o 25 pozycji po zagraniu w piątek 63 uderzeń. Ten sam wynik drugiej rundy jak Kemp – najniższy tego dnia – zagrała też Koreanka Lee Seon-hwa.
Jedno uderzenie za liderkami na trzecim miejscu znajduje się Morgan Pressel. Czwarte miejsce ex aequo okupują Natalie Gulbis, Jiyai Shin oraz wspomniana Lee Seon-hwa. Lorena Ochoa znalazła się na 13. miejscu ex aequo z czterema uderzeniami straty.
Cut przeszły zawodniczki z wynikiem -2 i lepszym. Wśród golfistek, które nie zagrają w weekend znalazły się m.in. Kristy McPherson, Kim In-kyung oraz Brittany Lincicome.
Drugiego dnia kibice znowy mieli szansę zobaczyć hole in one, tym razem w wykonaniu Koreanki Yim Sung-ah. Dokonała ona tego wyczyny na dołku nr 6 trafiając do dołka kijem 7 iron z odległości 142 metrów.
Przed drugą rundą wycofały się Sarah Lee i Aree Song.
Po 36 dołkach gry wyłoniono kolejne kwalifikantki do udziału w ostatnim tego roku turnieju wielkoszlemowym Women's British Open. Zostały nimi: Yi Eun-jung, Sarah Kemp, Hong Jin-joo, Allison Hanna-Williams oraz Kris Tschetter.
Średni wynik rundy w piątek był większy niż dzień wcześniej o 0,4 uderzenia. Dołki pierwszy i siedemnasty utrzymały swoje status quo w kategorii trudności dla zawodniczek.
| Miejsce | Zawodniczka    | Rundy     | Wynik |
| ------- | -------------- | --------- | ----- |
| 1=      | Laura Diaz     | 64-67=131 | -11   |
| 1=      | Sarah Kemp     | 68-63=131 | -11   |
| 3       | Morgan Pressel | 64-68=132 | -10   |
| 4=      | Lee Seon-hwa   | 70-63=133 | -9    |
| 4=      | Natalie Gulbis | 68-65=133 | -9    |
| 4=      | Jiyai Shin     | 66-67=133 | -9    |

| Dołek   | 1    | 2    | 3    | 4    | 5    | 6    | 7    | 8    | 9    | 10   | 11   | 12   | 13   | 14   | 15   | 16   | 17   | 18   | Suma  |
| ------- | ---- | ---- | ---- | ---- | ---- | ---- | ---- | ---- | ---- | ---- | ---- | ---- | ---- | ---- | ---- | ---- | ---- | ---- | ----- |
| Par     | 4    | 3    | 4    | 4    | 4    | 3    | 5    | 3    | 4    | 4    | 4    | 4    | 4    | 3    | 4    | 4    | 5    | 5    | 71    |
| Średnia | 4,23 | 2,88 | 3,87 | 4,07 | 4,13 | 2,76 | 5,00 | 2,85 | 4,01 | 3,91 | 3,99 | 4,00 | 3,78 | 3,03 | 4,03 | 4,06 | 4,71 | 4,96 | 70,26 |

### Dzień 3.

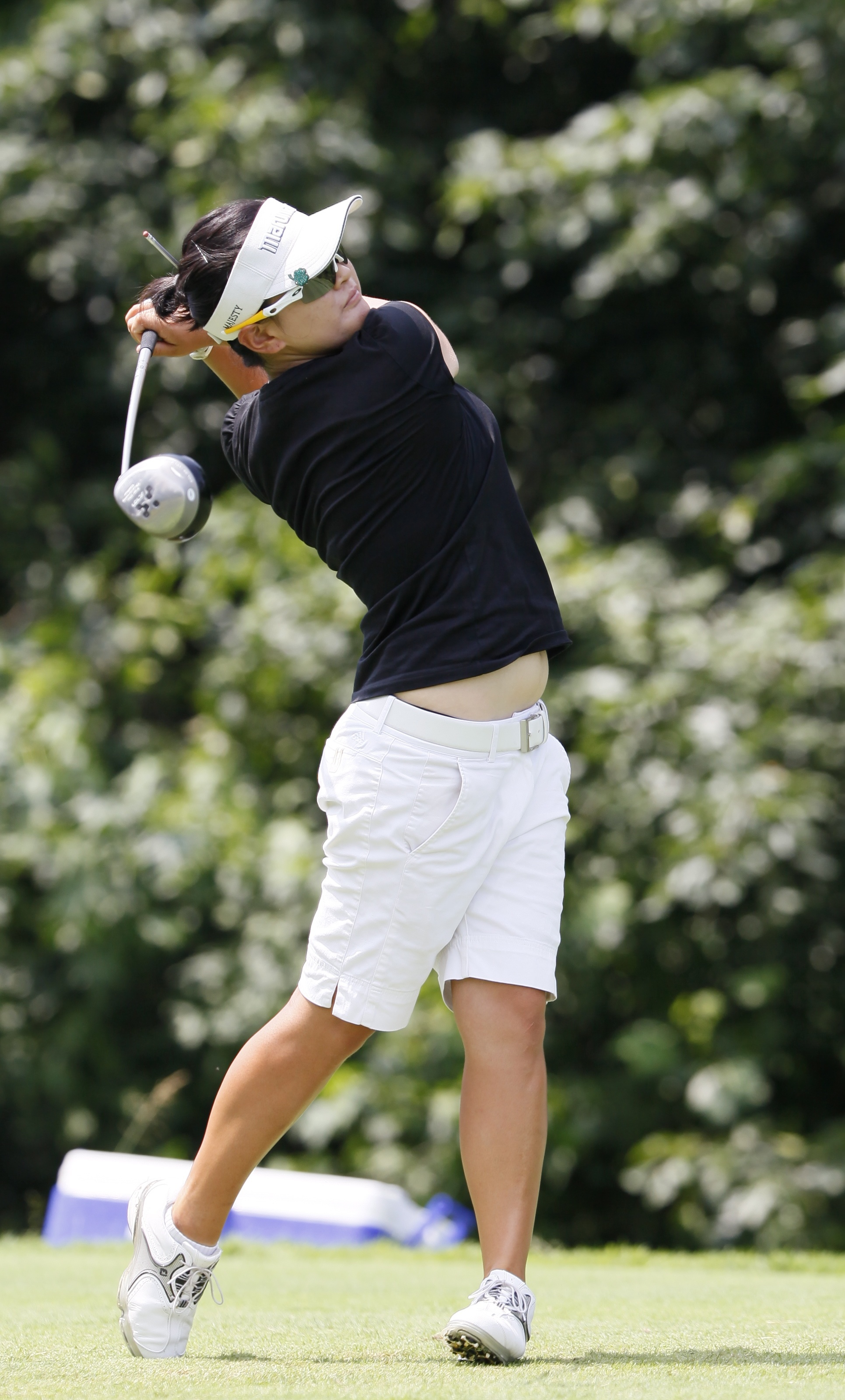
Yi Eun-jung

Po trzecim dniu turnieju na prowadzenie wysunęła się Koreanka Yi Eun-jung. Zagrała ona najniższą rundę dnia: 61 uderzeń (10 poniżej par), w tym 8 birdie i eagle na 10. dołku par 4. Wynik ten dał jej dość komfortową przewagę czterech uderzeń nan najbliższymi rywalkami – Kim Song-hee oraz Morgan Pressel. Z sześcioma uderzeniami straty do liderki na czwartym miejscu ex aequo znalazło się aż siedem zawodniczek, m.in. Mikaela Parmlid (runda 62 uderzeń), Jiyai Shin oraz prowadząca po dwóch dniach Sarah Kemp. Laura Diaz w sobotę zagrała wynik +3 i spadła na 24. miejsce.
| Miejsce | Zawodniczka      | Rundy        | Wynik |
| ------- | ---------------- | ------------ | ----- |
| 1       | Yi Eun-jung      | 68-66-61=195 | -18   |
| 2=      | Kim Song-hee     | 64-71-64=199 | -14   |
| 2=      | Morgan Pressel   | 64-68-67=199 | -14   |
| 4=      | Mikaela Parmlid  | 69-70-62=201 | -12   |
| 4=      | Yani Tseng       | 68-68-65=201 | -12   |
| 4=      | Feng Shanshan    | 68-68-65=201 | -12   |
| 4=      | Suzann Pettersen | 65-69-67=201 | -12   |
| 4=      | Jiyai Shin       | 66-67-68=201 | -12   |
| 4=      | Lee Seon-hwa     | 70-63-68=201 | -12   |
| 4=      | Sarah Kemp       | 68-63-70=201 | -12   |

| Dołek   | 1    | 2    | 3    | 4    | 5    | 6    | 7    | 8    | 9    | 10   | 11   | 12   | 13   | 14   | 15   | 16   | 17   | 18   | Suma  |
| ------- | ---- | ---- | ---- | ---- | ---- | ---- | ---- | ---- | ---- | ---- | ---- | ---- | ---- | ---- | ---- | ---- | ---- | ---- | ----- |
| Par     | 4    | 3    | 4    | 4    | 4    | 3    | 5    | 3    | 4    | 4    | 4    | 4    | 4    | 3    | 4    | 4    | 5    | 5    | 71    |
| Średnia | 4,27 | 2,87 | 3,81 | 3,94 | 4,05 | 2,99 | 4,95 | 2,64 | 3,86 | 3,83 | 4,01 | 3,96 | 3,70 | 2,98 | 3,98 | 3,72 | 4,70 | 4,86 | 69,10 |

### Dzień 4. (finał)

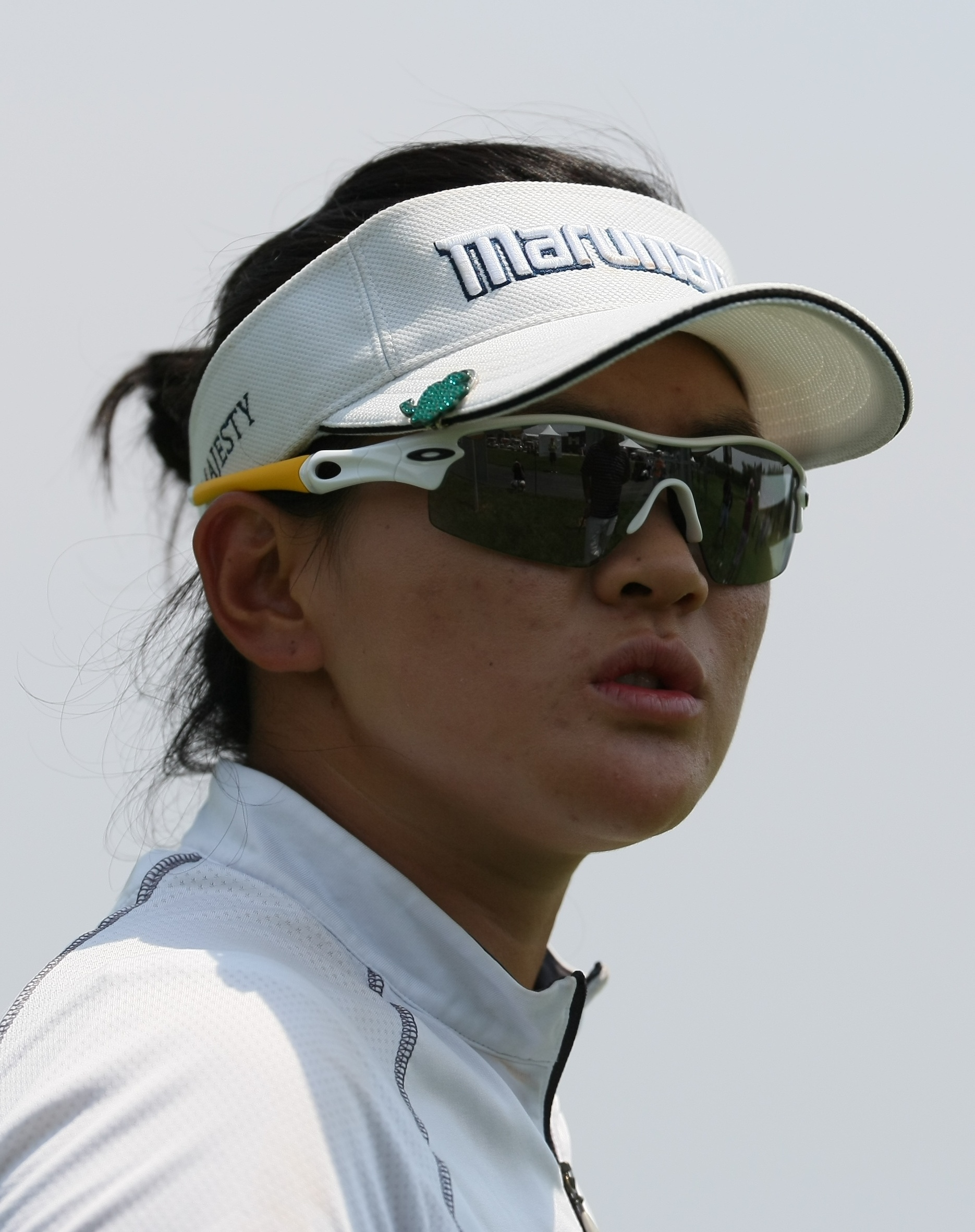
Yi Eun-jung

Początki finałowej rundy wskazywały, że Yi Eun-jung w komfortowych warunkach triumfuje w turnieju. Po trzech dołkach dodała do swojego dorobku dwa birdie, podczas gdy najbliższe rywalki albo nie polepszały swojego dorobku (Morgan Pressel), albo pogarszały swoją pozycję (Kim Song-hee). Jednak od ósmego dołka sytuacja zaczęła przybierać niekorzystny dla Koreanki obrót: Pressel zrobiła trzy birdie z rzędu, a Ji na dziewiątce zrobiła bogeya. W rezultacie przewaga stopniała z sześciu do dwóch uderzeń. Co prawda na 13. i 14. dołku Pressel straciła dwa uderzenia i przez moment wydawało się, że Koreanka może spokojnie odetchnąć, ale kolejne dołki przyniosły kolejny nieoczekiwany obrót spraw – Ji zagrała bogeya na 16. podczas gdy Pressel 16. i 17. dołek zagrała birdie-eagle doprowadzając do remisu. Ostatni dołek obie zawodniczki zagrały na par i turniej musiała rozstrzygnąć dogrywka. Wystarczył jeden dołek aby to Koreanka ostatecznie triumfowała – na dołku nr 18 po raz pierwszy w całym turnieju zagrała birdie, podczas gry Pressel musiała się zadowolić parem. Zwycięstwo Ji w Jamie Farr Owens Corning Classic było jej pierwszym w karierze startów na LPGA Tour, natomiast Pressel zanotowała drugi z rzędu tytuł wicemistrzyni.
Najniższą rundę ostatniego dnia zanotowała Michelle Wie (64 uderzenia, 7 birdie na ostatnich dziesięciu dołkach), co pozwoliło jej zakończyć turniej na trzecim miejscu ex aequo wraz z Koreankami Lee Seon-hwa oraz Kim Song-hee.
Przyszły los zawodów pozostaje niepewny, ponieważ po tej edycji wygasła umowa pomiędzy LPGA, sponsorem tytularnym oraz polem golfowym Highland Meadows.
| Miejsce | Zawodniczka    | Rundy           | Wynik |
| ------- | -------------- | --------------- | ----- |
| 1       | Yi Eun-jung    | 68-66-61-71=266 | -18   |
| 2       | Morgan Pressel | 64-68-67-67=266 | -18   |
| 3=      | Michelle Wie   | 65-69-70-64=268 | -16   |
| 3=      | Lee Seon-hwa   | 70-63-68-67=268 | -16   |
| 3=      | Kim Song-hee   | 64-71-64-69=268 | -16   |

| Dołek   | 1    | 2    | 3    | 4    | 5    | 6    | 7    | 8    | 9    | 10   | 11   | 12   | 13   | 14   | 15   | 16   | 17   | 18   | Suma  |
| ------- | ---- | ---- | ---- | ---- | ---- | ---- | ---- | ---- | ---- | ---- | ---- | ---- | ---- | ---- | ---- | ---- | ---- | ---- | ----- |
| Par     | 4    | 3    | 4    | 4    | 4    | 3    | 5    | 3    | 4    | 4    | 4    | 4    | 4    | 3    | 4    | 4    | 5    | 5    | 71    |
| Średnia | 4,13 | 2,69 | 3,89 | 3,93 | 4,13 | 3,00 | 5,02 | 2,93 | 3,87 | 3,99 | 4,04 | 3,94 | 3,77 | 3,05 | 4,04 | 3,93 | 4,59 | 4,93 | 69,86 |